# Forbes
Forbes é uma revista estadunidense de negócios e economia. Propriedade de Forbes, Inc. e de publicação quinzenal, a revista apresenta artigos e reportagens originais sobre finanças, indústria, investimento e marketing. Apesar de não ser seu foco principal, também publica matérias relacionadas à tecnologia, comunicações, ciência e direito. Também é conhecida por suas listas, principalmente nas quais faz um ranking das pessoas mais ricas dos Estados Unidos (conhecida como Forbes 400) e do mundo, além de outras como das celebridades mais bem-pagas e das mulheres mais poderosas. Com sede na cidade de Nova Iorque.
Foi fundada em 15 de setembro de 1917 pelo jornalista escocês B. C. Forbes. Suas principais concorrentes da categoria são a Fortune e a BusinessWeek. Sua frase de efeito é The Capitalist Tool (em português, "A ferramenta capitalista").